# Elyôn
Pour l’article homonyme, voir Elyon (jeu vidéo).
Elyon ou Elyôn (hébreu : עֶלְיוֹן), signifiant « Très-Haut », est un qualificatif formant une des dénominations de Dieu dans le judaïsme et dans la Bible. Il est employé substantivement, signifiant alors « le Très-Haut », ou bien en qualificatif de Dieu : « El Elyôn », « le Dieu Très-Haut ».

## Elyôn dans la Bible
Elyôn, « Très-Haut », est un qualificatif divin utilisé dans la mythologie araméenne comme dans la mythologie phénicienne.
C'est un qualificatif assez fréquemment employé dans la Bible pour parler de Dieu. Ainsi, Melchisédech est le « prêtre d'El Elyôn », et c'est au nom d'Elyôn qu'il bénit Abraham.
Dans l'Ancien Testament, Elyôn est employé comme qualificatif, ou comme substantif isolé, ou en parallèle avec d'autres termes.
Il est utilisé en qualificatif de El (dans le Livre de la Genèse, 14, 18-22 et au Psaume 78, 35), de YHWH (au Psaume 7, 18 et au Psaume 47, 3) et de Elohim (au Psaume 57, 3 et au Psaume 78, 56). 
Le terme Elyôn est aussi utilisé seul, substantivement, au Psaume 9, 3, au Psaume 77, 11, au Psaume 82, 6, et dans le Livre d'Isaïe, 14, 14. 
Il est enfin utilisé parallèlement à El (dans le Livre des Nombres, 24, 36 ; au Psaume 73, 11 ; au Psaume 107, 1) ; parallèlement avec YHWH (Livre du Deutéronome, 8, 7 ; Deuxième Livre de Samuel, 22, 14 ; Psaume 18, 14), avec Elohim (Psaume 46, 5 et Psaume 50, 14), et avec Shaddai (Livre des Nombres, 24, 16 et Psaume 91, 1).